# Główne Miasto

Położenie Głównego Miasta na mapie dzielnicy Śródmieście

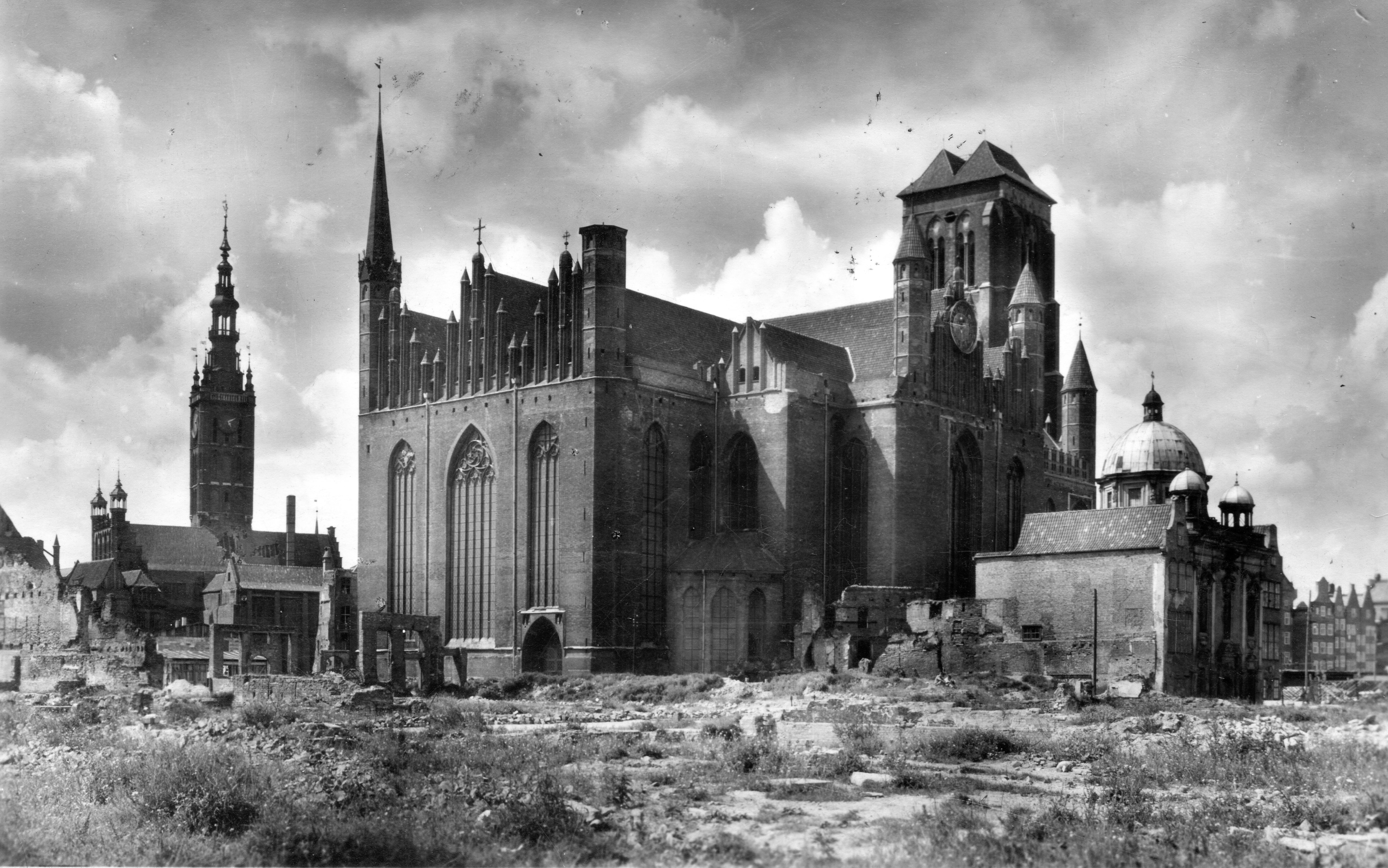
Zrujnowane Główne Miasto (1957)

Główne Miasto lub Prawe Miasto (niem. Rechtstadt) – reprezentacyjna część gdańskiej dzielnicy Śródmieście, tworząca zwarty zespół zabytkowy. Znajduje się tu większość zabytków miasta; Bazylika Mariacka Wniebowzięcia NMP, Złota Brama czy Ratusz Głównego Miasta oraz zabytkowa oś Drogi Królewskiej składająca się z ul. Długiej i Długiego Targu.
Zabytki skupione na Głównym Mieście powodują, że jest ono turystycznym centrum Gdańska. Dlatego też nazwa tego obszaru jest często mylona ze Starym Miastem, położonym na północ od Głównego Miasta, którego historyczna tkanka miejska nie została odtworzona po II wojnie światowej.
Główne Miasto uzyskało lokację miejską w 1343 roku, ponowne nadanie praw miejskich w 1378 roku, zdegradowane w 1457 roku.
Od 2013 dzięki współpracy artystów, miasta i wspólnot mieszkaniowych udało się wyremontować i nadać artystyczne dekoracje ponad stu fasadom kamienic przy ul. Ogarnej, Szerokiej, Świętojańskiej i Warzywniczej, na których pojawiły się m.in. płaskorzeźby, odlewy, sgraffita i ceramika (np. u zbiegu Szerokiej i Złotników na elewacji umieszczono mozaikę w formie kolorowej muszli amonita, na wklęsłym narożniku ul. Szerokiej i ul. Tandeta pojawił się mural - kolaż starych etykiet, napisów reklamowych i zdjęć, a na Rybackim Pobrzeżu fasady otrzymały detale w postaci gdańskich monet i elementów marynistycznych. Na program rewaloryzacji miasto przeznaczyło 2,4 mln zł.

## Nazwy

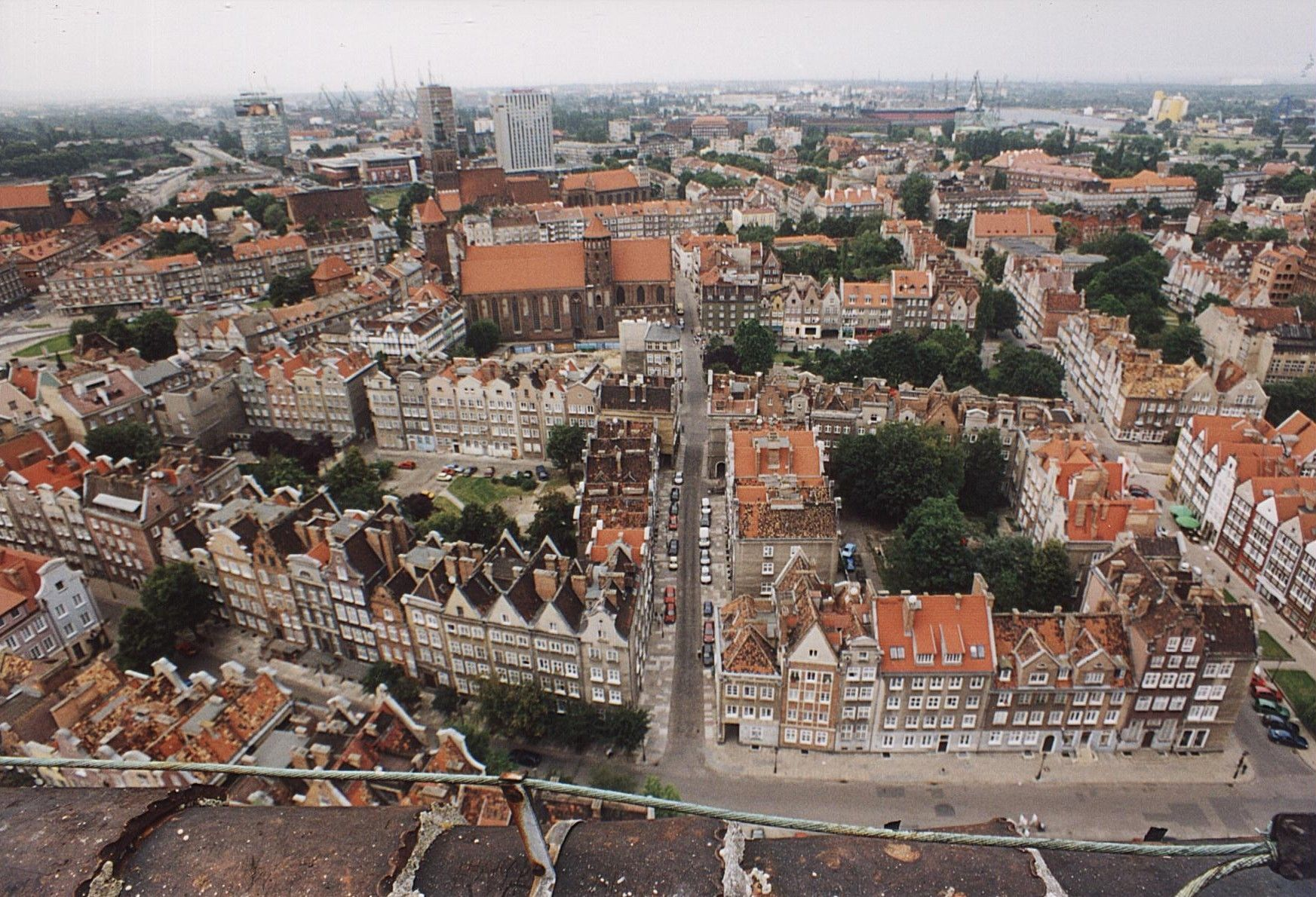
Widok z wieży katedry

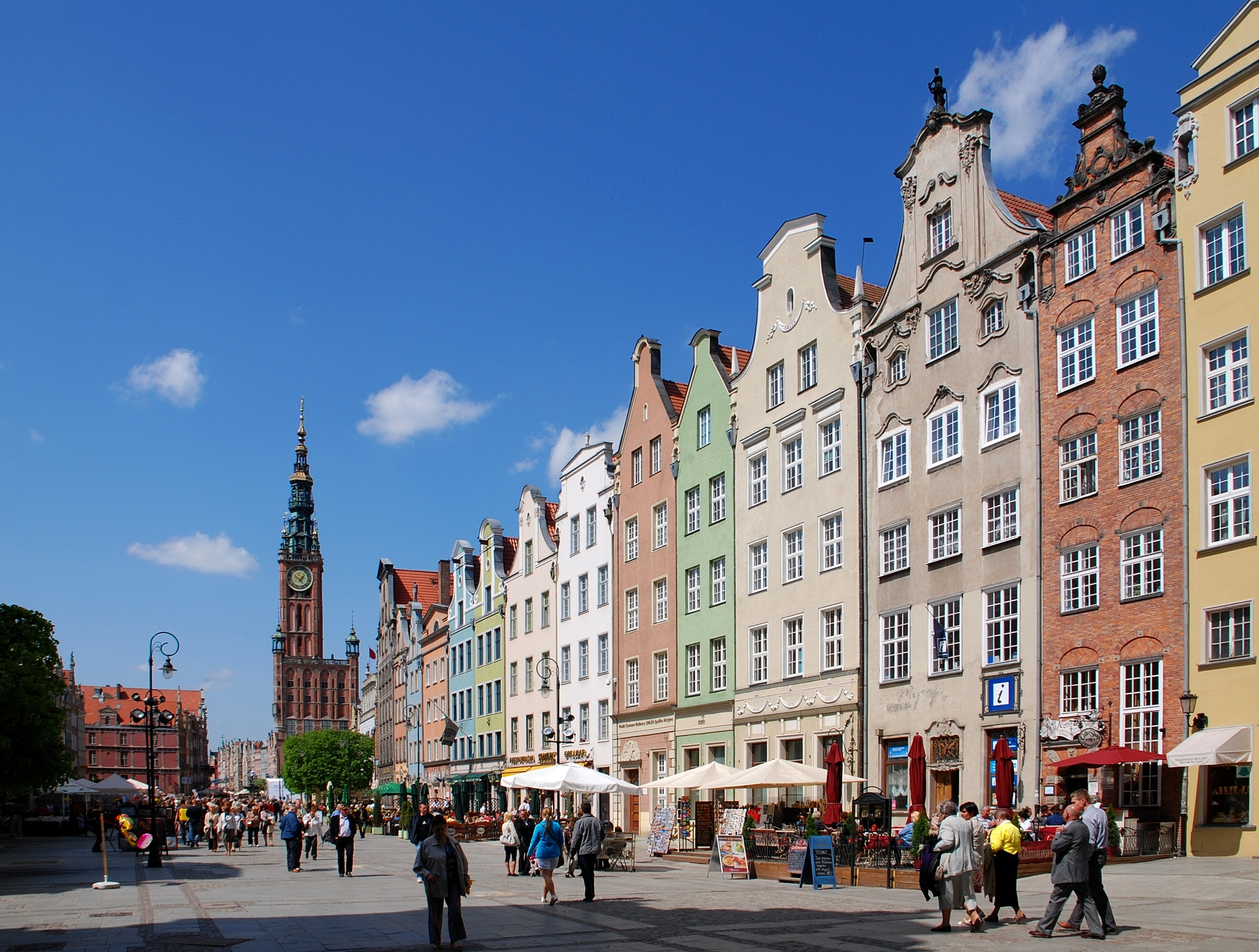
Długi Targ

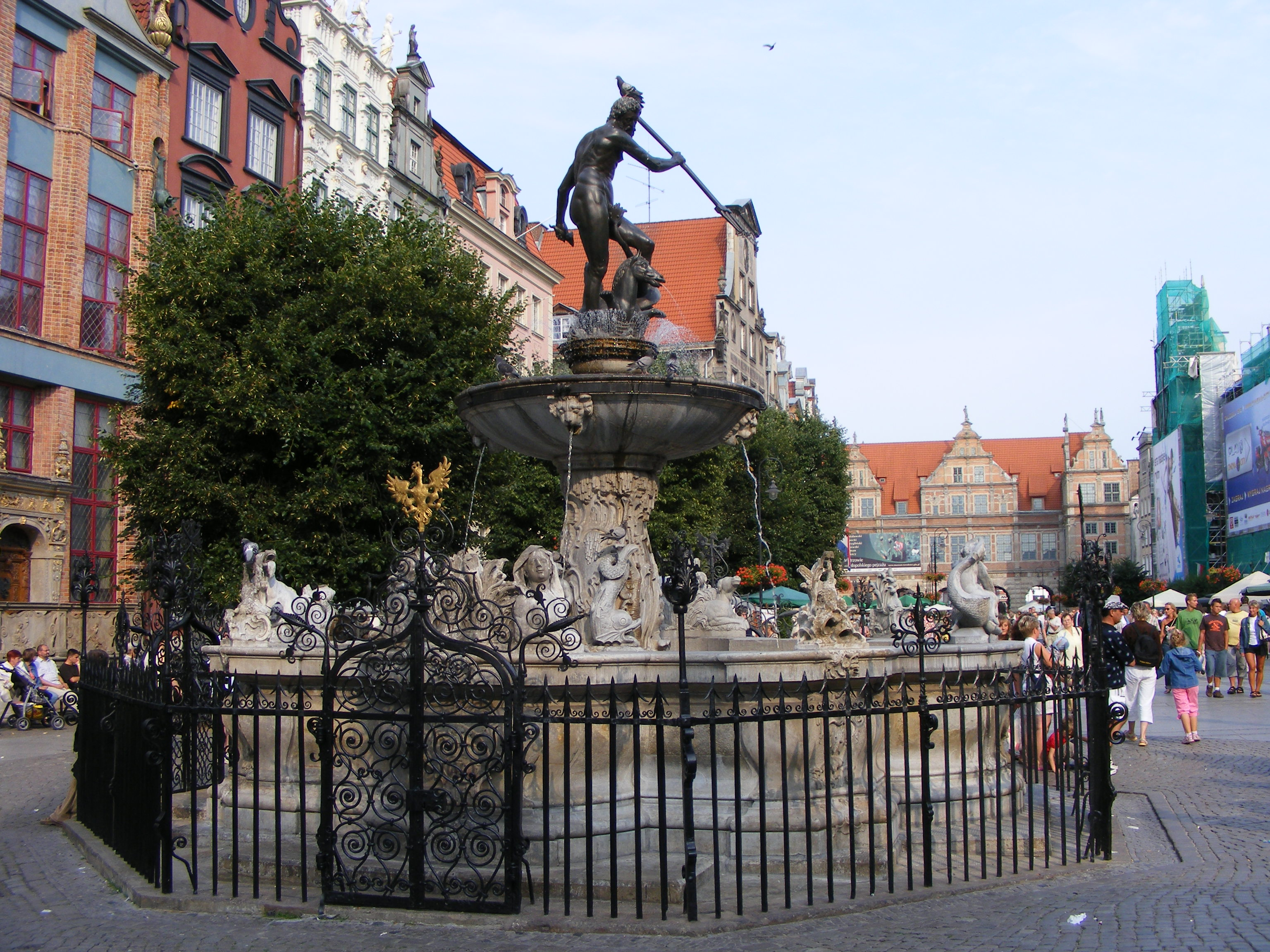
Fontanna Neptuna

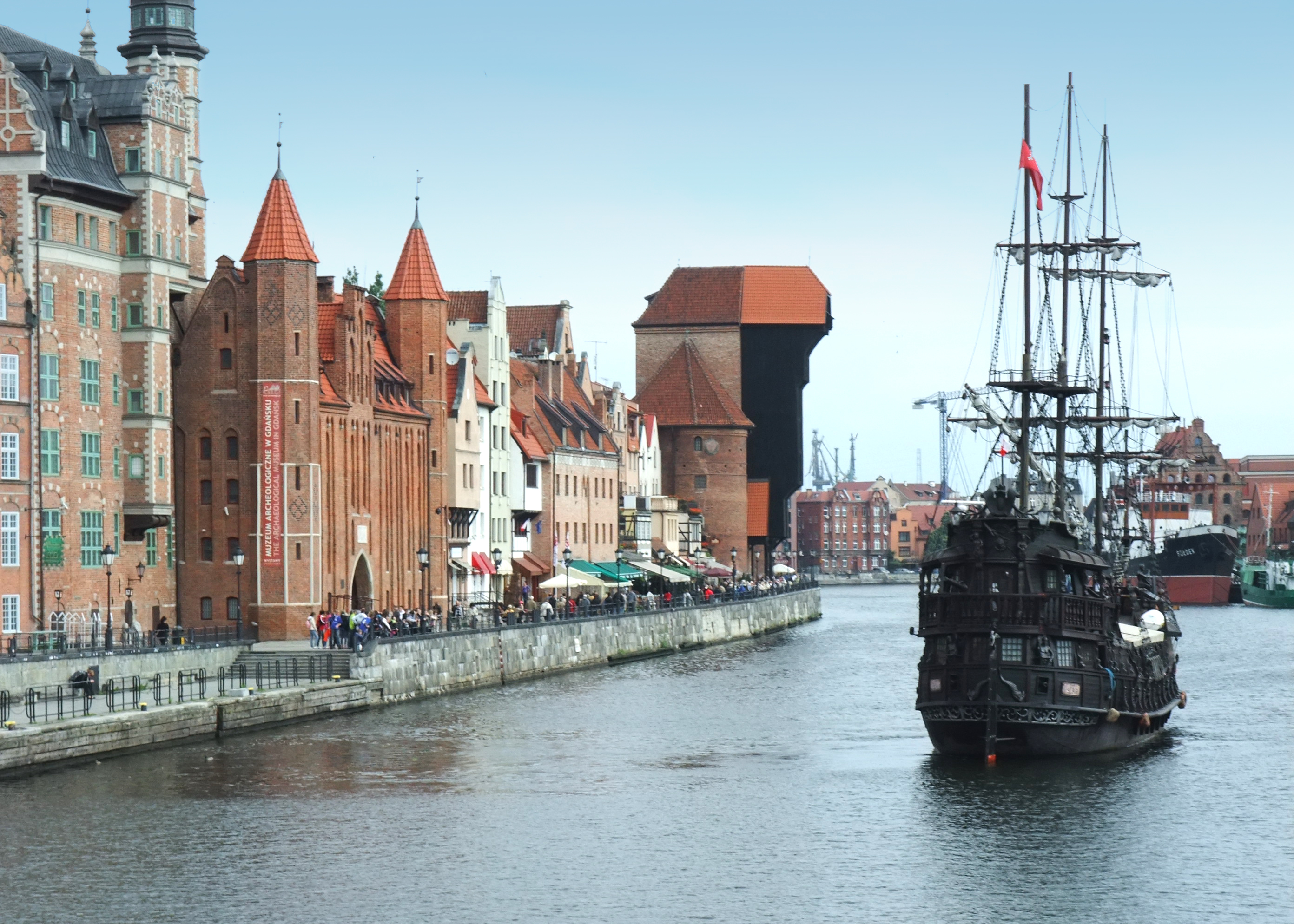
Długie Pobrzeże i Żuraw

Vicus Theutonicus 1227, Civitas Gedanensi 1236, Civitas Danczik 1236, Burgum Dantzike 1299, Rechtestadt Danczk 1420, Rechtstadt 1910, Prawe Miasto 1910, Główne Miasto 1945.

### Podział historyczny
W przeszłości Główne Miasto dzieliło się na następujące części:
- Dzielnica Mariacka
- Dzielnica Świętojańska
- Przedwale

Współcześnie jednak tereny Głównego Miasta stanowią integralną całość, a jego podział na jakiekolwiek jednostki terytorialne nie istnieje.

## Położenie
Główne Miasto położone jest w centralnej części dzielnicy Śródmieście na zachodnim brzegu rzeki Motławy. Od północy wzdłuż ulicy Podwale Staromiejskie graniczy ze Starym Miastem, od wschodu posiada połączenie z Wyspą Spichrzów poprzez mosty Zielony i Krowi. Od południa przez Podwale Przedmiejskie graniczy ze Starym Przedmieściem, a od zachodu z Nowymi Ogrodami.

## Zabytki
W Gdańsku działali tacy architekci, jak: Willem, Abraham i Izaak van den Blocke oraz Antoni van Obberghen, Jan i Jerzy Strakowscy czy Andreas Schlüter. Gdańsk znajduje się na Europejskim Szlaku Gotyku Ceglanego.
- Ratusz Głównego Miasta – gotycko-renesansowa budowla z XV wieku położona pomiędzy ulicą Długą i Długim Targiem. Posiada wieżę wysokości 83 metrów dominującą nad Drogą Królewską. Znajduje się na niej zabytkowy carillon.
- Dwór Artusa – gmach przy Długim Targu 44, dawne miejsce spotkań kupców i patrycjuszy, posiada bogato zdobione wnętrza.
- Fontanna Neptuna – fontanna z XVII wieku z posągiem rzymskiego boga mórz Neptuna umiejscowiona na Długim Targu pod Ratuszem Głównego Miasta.
- Wielka Zbrojownia – arsenał miejski w stylu manieryzmu niderlandzkiego z 1605 roku.
- Dwór Bractwa św. Jerzego – budynek w stylu flamandzkim z 1494 roku przy Targu Węglowym 27, siedziba konfraterni patrycjuszy.
- Katownia z Wieżą Więzienną – budowla obronna z XIV wieku położona przy Targu Węglowym. Pełniła funkcje barbakanu i miejskiego więzienia.
- Hala Targowa – hala targowa z 1896 położona przy Placu Dominikańskim.

### Obiekty sakralne
- Bazylika Mariacka – największy ceglany kościół na świecie. Zbudowana w stylu gotyku ceglanego, budowana od XIV a ukończona na początku XVI wieku. Wnętrze posiada liczne zabytki ruchome.
- Kościół św. Mikołaja – gotycki kościół z XII wieku położony przy ulicy Świętojańskiej. Posiada bogaty wystrój gotycki, barokowy, renesansowy i rokokowy.
- Kościół św. Jana – gotycki kościół z XIV wieku położony przy ulicy Świętojańskiej.
- Kaplica Królewska – barokowa kaplica z 1681 r. Zbudowana z pomocą króla Jana III Sobieskiego dla gdańskich katolików.

### Bramy miejskie
- Brama Wyżynna – renesansowa brama z 1588 położona przy ulicy Wały Jagiellońskie. Rozpoczyna Drogę Królewską.
- Brama Złota – brama w stylu manieryzmu niderlandzkiego z 1612 roku. Położona w ciągu Drogi Królewskiej rozpoczyna ulicę Długą. Dzieło architektów Abrahama van den Blocke i Jana Strakowskiego.
- Brama Zielona – brama wodna w stylu manieryzmu niderlandzkiego z 1568 roku, zamyka Długi Targ i Drogę Królewską od strony Motławy. Prowadzi na Zielony Most.
- Żuraw – charakterystyczny dźwig portowy z 1444 r. wraz z bramą wodną - wychodzącą w kierunku Motławy i Długiego Pobrzeża. Położony na końcu ulicy Szerokiej.
- Brama Mariacka – późnogotycka brama wodna z XV wieku położona na końcu ulicy Mariackiej. Obecnie połączona z budynkiem Domu Towarzystwa Przyrodniczego, jest siedzibą muzeum archeologicznego.
- Brama Chlebnicka – brama wodna z XV wieku zbudowana w stylu gotyckim. Kończy ulicę Chlebnicką.
- Brama Krowia – gotycka brama wodna z XIV wieku. Leży na końcu ulicy Ogarnej, prowadzi na Most Krowi. Została przebudowana na początku XX wieku.
- Brama św. Ducha – brama wodna z XV wieku na końcu ulicy Świętego Ducha. Odbudowana po silnych zniszczeniach wojennych.
- Brama Straganiarska – brama wodna z 1492 roku u zbiegu ulic Rybackie Pobrzeże i Straganiarskiej.

### Kamienice
- Złota Kamienica – kamienica przy Długim Targu z 1617 r. Fasada ze złoconymi posągami oraz płaskorzeźbami.
- Dom Angielski – renesansowa kamienica przy ul. Chlebnickiej z 1570 roku. Bogato zdobiona fasada, budynek zwieńczony czterema szczytami i wieżyczką z hełmem i iglicą.
- Dom Uphagena – kamienica mieszczańska Jana Uphagena z XVIII wieku. Położona przy ulicy Długiej 12. Posiada oryginalny wystrój i wyposażenie, udostępniona do zwiedzania.
- Długi Targ 20 – kamienica mieszczańska z 1680 r. Posiada bogato zdobioną barokową fasadę.
- Dom Towarzystwa Przyrodniczego – gmach w stylu niderlandzkiego manieryzmu położony przy ulicy Mariackiej. Zbudowany w 1566, posiada 36-metrową wieżę. Obecnie w budynku mieści się Muzeum Archeologiczne.
- Dom Schlütera – wczesnobarokowa kamienica z 1640 r. położona przy ul. Piwnej. Posiada bogato zdobioną fasadę z motywami antycznymi.

### Baszty
- Baszta Słomiana – ośmioboczna baszta warowna z 1346 położona przy Targu Węglowym. Połączona przy pomocy galeryjki z Wielką Zbrojownią.
- Baszta Jacek – baszta z 1400 roku położona przy zbiegu ulic Podwale Staromiejskie i Pańskiej. Ośmioboczna budowla o wysokości 36 metrów.
- Baszta Łabędź – nadwodna średniowieczna baszta gotycka przy Targu Rybnym należąca niegdyś do nieistniejącego kompleksu zamku w Gdańsku.
- Baszta Narożna – baszta z 1343 położona przy ulicy Ogarnej.
- Baszta Kotwiczników – budowla z 1361 położona przy ulicy Kotwiczników nad Motławą. Znajdowało się w niej niegdyś więzienie miejskie.